# Матницкий стан
Матницкий стан, стан Матня — административно-территориальная единица на северо-востоке Суздальского уезда в XVI — XVIII веках. 

## География
Стан Матня представлял собой обширный стан и простирался на запад до реки Тезы и граничил с Ермолиным станом и дворцовой Дуниловской волостью Суздальского уезда; на юг до междуречья рек Матня и Люлех и граничил с Шуйским уездом и волостью Палехской - анклавом Владимирского уезда; на восток простирался до истока реки Парша (приток Тезы) до границ с Лушским уездом; на севере до реки Межица (приток Тезы) и граничил с Кинешемским и Костромским уездами.

## История
Упоминается с XVI века как часть Суздальского уезда Замосковного края. Название происходит от реки Матня. В стане была высокая концентрация родовых княжеско-боярских вотчин, включая вотчины князей Шуйских, которым принадлежали такие крупные торговые села как Васильевское, Парское, Горицы.
В Смутное время стан подвергся разорению отрядами пана Лисовского.
В 1708 году в ходе Петровской административной реформы стан в составе Суздальского уезда стал частью Московской губернии. С 1719 года уезды сменились провинциями, и Матницкий стан стал, соответственно, частью Суздальской провинции.
В ходе областной реформы Екатерины II стан был упразднен, территория стана разделена между Шуйским, Юрьевецким и Нерехтским уездами.